# Калинкинская культура
Калинкинская культура — археологическая культура раннего железного века в Сургутском Приобье.

## Описание
В 1989 году была выделена Ю. П. Чемякиным. Открыто около 40 поселений, в том числе 15 укреплённых — городищ. Исследовано раскопками более 20 памятников. Защитные сооружения состояли из небольшого рва и вала, по гребню которого проходил частокол. В керамике преобладали чашевидные сосуды с высокой прямой шейкой, с округлым или пристроенным дном, иногда на основании — поддоне. Найдены единичные экземпляры плоскодонных горшков и четырёхугольных чаш. Основу хозяйства носителей калинкинской культуры составляли охота и рыболовство. Коневодство под вопросом, так как неизвестно, разводили коней на месте или приводили их из южных регионов. После смешения калинкинского и белоярского населения (с преобладанием белоярского) в IV—III веках до н. э. зона расселения этого смешанного населения вошла в ареал кулайской культуры.